# Babel no Tō
Babel no Tō (バベルの塔) est un jeu vidéo de puzzle sorti en 1986 sur Famicom. Le jeu a été développé puis édité par Namco.